# Trofeo Laigueglia 2024
De 61e editie van de wielerwedstrijd Trofeo Laigueglia vond plaats op 28 februari 2024. De wedstrijd maakte deel uit van de UCI ProSeries, met de categorie 1.Pro. Het peloton van 172 renners reed 202 kilometer in en rond Laigueglia, waarna Lenny Martinez won. Andrea Vendrame werd, net als het jaar ervoor tweede. Juan Ayuso eindigde op de derde plaats. Martinez volgde zijn landgenoot Nans Peters op als winnaar.

## Uitslag
| Plaats  | Naam              | Ploeg                      | Tijd     |
| ------- | ----------------- | -------------------------- | -------- |
| Winnaar | Lenny Martinez    | Groupama-FDJ               | 5u11'10" |
| 2       | Andrea Vendrame   | Decathlon AG2R La Mondiale | + 29"    |
| 3       | Juan Ayuso        | UAE Team Emirates          | z.t.     |
| 4       | Christian Scaroni | Astana Qazaqstan           | z.t.     |
| 5       | Jan Christen      | UAE Team Emirates          | z.t.     |
| 6       | Darren Rafferty   | EF Education-EasyPost      | + 31"    |
| 7       | Louis Barré       | Arkéa-B&B Hotels           | + 53"    |
| 8       | Simone Velasco    | Astana Qazaqstan           | + 57"    |
| 9       | Paul Lapeira      | Decathlon AG2R La Mondiale | z.t.     |
| 10      | Lorenzo Rota      | Intermarché-Wanty          | z.t.     |
| 11      | Romain Grégoire   | Groupama-FDJ               | z.t.     |
| 12      | Marco Brenner     | Tudor                      | z.t.     |
| 13      | Archie Ryan       | EF Education-EasyPost      | + 1'15"  |
| 14      | Marc Hirschi      | UAE Team Emirates          | z.t.     |
| 15      | Alberto Bettiol   | EF Education-EasyPost      | + 1'19"  |
| 16      | Luc Wirtgen       | Tudor                      | z.t.     |
| 17      | Vincenzo Albanese | Arkéa-B&B Hotels           | z.t.     |
| 18      | Fernando Barceló  | Caja Rural-Seguros RGA     | z.t.     |
| 19      | Davide De Pretto  | Jayco AlUla                | z.t.     |
| 20      | Thomas Pesenti    | JCL Team UKYO              | z.t.     |
|         |                   |                            |          |
| 34      | Floris De Tier    | Bingoal WB                 | + 1'54"  |

1964 · 1965 · 1966 · 1967 · 1968 · 1969 · 1970 · 1971 · 1972 · 1973 · 1974 · 1975 · 1976 · 1977 · 1978 · 1979 · 1980 · 1981 · 1982 · 1983 · 1984 · 1985 · 1986 · 1987 · 1988 · 1989 · 1990 · 1991 · 1992 · 1993 · 1994 · 1995 · 1996 · 1997 · 1998 · 1999 · 2000 · 2001 · 2002 · 2003 · 2004 · 2005 · 2006 · 2007 · 2008 · 2009 · 2010 · 2011 · 2012 · 2013 · 2014 · 2015 · 2016 · 2017 · 2018 · 2019 · 2020 · 2021 · 2022 · 2023 · 2024 · 2025
Ronde van Valencia ·
Figueira Champions Classic ·
Ronde van Oman ·
Clásica de Almería ·
Ronde van de Algarve ·
Ruta del Sol ·
Ardèche Classic ·
Drôme Classic ·
Kuurne-Brussel-Kuurne ·
Trofeo Laigueglia ·
Nokere Koerse ·
Milaan-Turijn ·
GP Denain ·
Bredene Koksijde Classic ·
Grote Prijs Miguel Indurain ·
Scheldeprijs ·
Brabantse Pijl ·
Ronde van de Alpen ·
Ronde van Turkije ·
Grote Prijs van Plumelec ·
Tro Bro Léon ·
Ronde van Hongarije ·
Vierdaagse van Duinkerke ·
Boucles de la Mayenne ·
Ronde van Noorwegen ·
Circuit Franco-Belge ·
Brussels Cycling Classic ·
Dwars door het Hageland ·
Ronde van België ·
Ronde van Slovenië ·
Ronde van het Qinghaimeer ·
Ronde van Wallonië ·
Arctic Race of Norway ·
Ronde van Burgos ·
Ronde van Denemarken ·
Ronde van Duitsland ·
Maryland Cycling Classic ·
Ronde van Groot-Brittannië ·
Grote Prijs van Fourmies ·
GP Industria & Artigianato-Larciano ·
Coppa Sabatini ·
Grote Prijs van Wallonië ·
Ronde van Luxemburg ·
Super 8 Classic ·
Ronde van Langkawi ·
Ronde van het Münsterland ·
Ronde van Emilia ·
Parijs-Tours ·
Coppa Bernocchi ·
Ronde van de Drie Valleien ·
Ronde van Piemonte ·
Ronde van het Taihu-meer ·
Ronde van Veneto ·
Japan Cup ·
Veneto Classic